# 一殺多生剣
『一殺多生剣』（いっさつたしょうけん）は、1929年（昭和4年）製作・公開、伊藤大輔監督による日本の長篇劇映画である。サイレント映画、剣戟映画である。伊藤の次作『斬人斬馬剣』とともに傾向映画の傑作とされる。

## 略歴・概要
日活大将軍撮影所に所属し、1927年（昭和2年）には『忠次旅日記』3部作や『下郎』等の歴史に名を残す作品を監督した伊藤大輔が、1929年（昭和4年）、市川右太衛門率いる市川右太衛門プロダクションで自らのオリジナル脚本を映画化したのが本作『一殺多生剣』である。
本作は、同年7月5日、浅草の松竹直営の洋画専門館・帝国館をフラッグシップにして公開された。
本作の上映用プリントは、東京国立近代美術館フィルムセンターに所蔵されておらず、マツダ映画社も同様である。大阪藝術大学の玩具映画プロジェクトもフィルム断片を所蔵していない。このため、長らく幻の作品となっていたが、2011年に16mmフィルムへプリントされた30分の短縮版が発見され、修復の上で翌2012年の京都映画祭で復活上映された。

## スタッフ・作品データ
- 監督・原作・脚色 : 伊藤大輔
- 撮影 : 唐沢弘光

- 製作 : 市川右太衛門プロダクション
- 上映時間（巻数 / メートル） : 133分[7]（12巻 / 3,657メートル）
- フォーマット : 白黒映画 - スタンダード・サイズ（1.37:1） - サイレント映画
- 初回興行 : 浅草・帝国館

## キャスト
- 市川右太衛門 - 緒形十兵衛 / 髪結職人・米吉（二役）
- 高堂国典 - 佐分利玄馬
- 金子弘 - 乾源十郎
- 泉春子 - おすず
- 沢村勇 - 左近圭之助
- 春日陽二郎 - 三太郎奴
- 中村栄子 - 米吉の母
- 実川童 - 次郎松

## 註
1. ↑  『日本映画史の創出 - 時代を映す鏡』、冨士田元彦、五柳書院、1984年 ISBN 4906010024, p.254.
2. ↑  #外部リンク、「一殺多生剣」、日本映画データベース、2010年2月4日閲覧。
3. ↑  所蔵映画フィルム検索システム、東京国立近代美術館フィルムセンター、2010年2月4日閲覧。
4. ↑  主な所蔵リスト 劇映画＝邦画篇、マツダ映画社、2010年2月4日閲覧。
5. ↑  収蔵フィルム目録、玩具映画および映画復元･調査･研究プロジェクト、大阪藝術大学、2010年2月4日閲覧。
6. ↑  幻の時代劇「一殺多生剣」復元上映　京都映画祭の企画 - 京都新聞2012年10月4日付け、2014年3月16日閲覧。
7. ↑  Film Calculator Archived 2008年12月4日, at the Wayback Machine.換算結果、コダック、2010年2月4日閲覧。